# カノーパス (潜水母艦・初代)

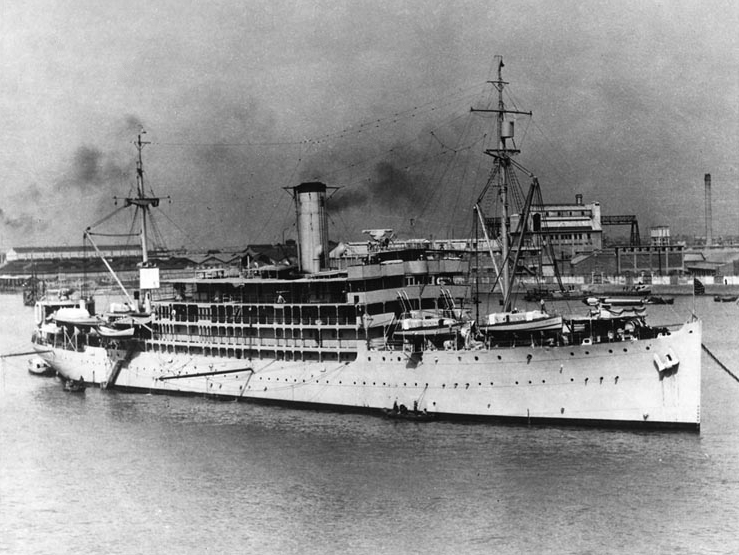
「カノーパス」（1930年代ごろ、上海）

カノーパス (USS Canopus) はアメリカ海軍の潜水母艦。艦名はりゅうこつ座α星のカノープスに由来する。

## 艦歴
「カノーパス」は元はW・R・グレース・アンド・カンパニーの客船「サンタ・レオノーラ (SS Santa Leonora)」として建造された。ニュージャージー州カムデンのニューヨーク造船会社で1919年に進水。同年7月の竣工と同時にアメリカ海軍に取得され就役。この時の艦名は「サンタ・レオノーラ (USS Santa Leonor)」であった。短期間大西洋横断の兵員輸送船として使用されたあと退役し、1919年9月に陸軍に移管された。
1921年11月22日に船舶委員会から海軍が再取得。潜水母艦に改装され、1922年1月24日に「カノーパス」として就役した。
1924年11月4日にフィリピンに到着。
1941年12月7日は第20潜水戦隊の母艦としてカヴィテに停泊していた。以降、損傷した船の修理を行い、また潜水艦の戦力維持に努めた。陸軍のマニラへの撤退に伴い、12月25日にはバターン半島先端のマリベレス湾へ移動した。12月29日、500ポンド徹甲爆弾が命中。爆弾はすべての甲板を貫通してプロペラシャフトの覆いの上で爆発。死者6名を出した。1942年1月1日にも被弾。この時は煙突の上部で破片爆弾が爆発し、16名の負傷者が出た。
新年を迎える前に、すべての潜水艦は「カノーパス」の元を離れた。「カノーパス」乗員は陸海軍の小型船や装備の整備をおこなったり、バターン半島で戦ったりした。また、「カノーパス」のランチは砲艇に改装され日本軍を攻撃した。バターン半島の部隊が降伏すると「カノーパス」の自沈が命じられ、4月9日に「カノーパス」は沈められた。
「カノーパス」乗員のうち221名は1942年2月28日にコレヒドール島へ移り、防衛部隊に加わった。残りの327名もコレヒドール島に移り、最後の防衛線を戦っている。島の陥落により、ほぼすべての乗員は捕虜となり、1944年12月14日に起きたパラワンでの虐殺で殺害された者もいる。
合計211名の乗員が戦死、または戦闘中行方不明とされた。

## 要目
- 排水量：5,975ロングトン (6,071 t)
- 長さ：373フィート8インチ (113.89 m)
- 幅：51フィート6インチ (15.70 m)
- 吃水：16フィート4インチ (4.98 m)
- 速力：13ノット (24 km/h; 15 mph)
- 乗員：554
- 兵装：5インチ (130mm) 砲2、3インチ (76mm) 砲4